# Transfaunazione
La transfaunazione è l'introduzione di una specie in un'area, appartenente politicamente allo stesso paese di provenienza della specie, in cui prima non era presente per motivi biogeografici od ecologici.

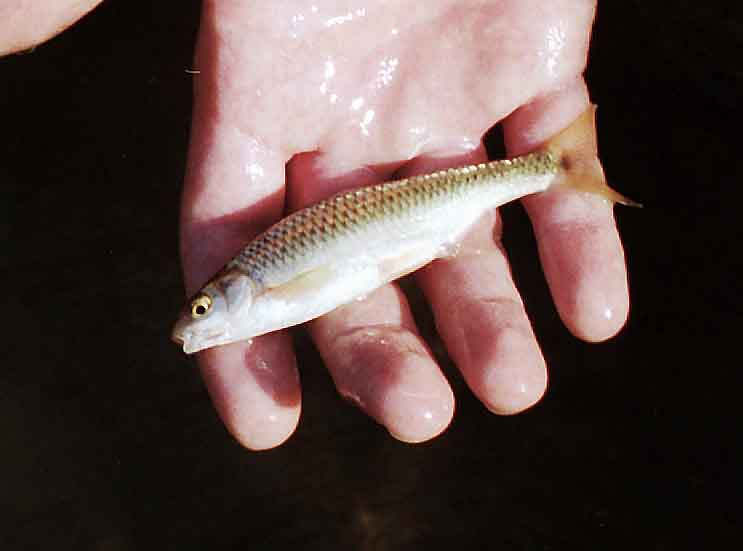
Sarmarutilus rubilio, specie autoctona
transfaunata nel nord Italia

## Descrizione
Ecologicamente parlando la transfaunazione è un'introduzione di specie aliene dato che all'interno di uno stesso stato possono coesistere faune appartenenti a distretti biogeografici diversi.
Un esempio particolarmente chiarificatore riguarda i pesci d'acqua dolce italiani. In Italia, infatti, si hanno due principali distretti biogeografici a cui appartengono faune ittiche in gran parte diverse, il distretto Padano-Veneto (con pesci del genere Chondrostoma, Ghiozzi padani, triotti, Trote marmorate, ecc.) ed il distretto Tosco-Laziale (popolato da Rovelle, Ghiozzi di ruscello, Trote sarde o "macrostigma", ecc.), le introduzioni effettuate nel corso della seconda metà del '900 per favorire la pesca sportiva e professionale hanno spesso "livellato" queste differenze, infatti, oltre a specie deliberatamente introdotte ove non erano presenti (per esempio il pesce persico nei laghi del Centro Italia o le lasche, le savette ed i pighi nei fiumi di Toscana e Lazio) si sono avute specie immesse per errore assieme a quelle oggetto di ripopolamento come i gobioni nel Centrosud o le rovelle nel Nord.
A volte queste transfaunazioni hanno avuto effetti dannosi come la progressiva rarefazione in quasi tutto il ristretto areale del Ghiozzo di ruscello, scacciato dal più competitivo Ghiozzo padano o la quasi estinzione in natura della Trota sarda a causa delle ripetute immissioni di Trote fario.